# Sarmede
Sarmede ist eine nordostitalienische Gemeinde (comune) mit 2968 Einwohnern (Stand 31. Dezember 2023) in der Provinz Treviso in Venetien. Die Gemeinde liegt etwa 36,5 Kilometer nordnordöstlich von Treviso. Sarmede grenzt an die Region Friaul-Julisch Venetien.

## Persönlichkeiten
- Gianni De Biasi (* 1956), Fußballspieler und -trainer
- Vito Favero (1932–2014), Radrennfahrer
- Štěpán Zavřel (1932–1999), tschechischer Maler, der von 1968 bis zu seinem Tode in Rugolo di Sarmede lebte und arbeitete.